# Mikael Marqués
Mikael Josh Marqués de Pombal Vivar, född 8 september 2001, är en svensk fotbollsspelare som spelar för Djurgårdens IF.

## Biografi
Marques mamma är från Angola och hans pappa från Ecuador. Han är född i Märsta utanför Stockholm och familjen flyttade till Spanien när han var ung, det var också där han började spela fotboll. 2012 flyttade familjen tillbaka till Sverige och hamnade då i Malmö.

## Karriär
Marqués spelade som ung för Kulladals FF och Oxie SK. 2017 gick han till Landskrona BoIS ungdomslag. Under hösten 2017 gick Marqués till division 2-klubben IFK Malmö. Han spelade totalt 38 ligamatcher och gjorde ett mål för klubben under säsongerna 2018 och 2019.
I februari 2020 värvades Marqués av Jönköpings Södra. Marqués gjorde sin Superettan-debut den 16 juni 2020 i en 0–1-förlust mot GAIS, där han blev inbytt i den 82:a minuten mot Elias Gustafson.
I januari 2022 värvades Marqués av AFC Eskilstuna, där han skrev på ett fyraårskontrakt. I januari 2023 värvades Marqués av amerikanska Major League Soccer-klubben Minnesota United, där han skrev på ett treårskontrakt med option på ytterligare ett år.
I februari 2024 lånades Marqués ut till Västerås SK på ett säsongslån. I november 2024 blev han klar för en permanent övergång till Västerås SK och skrev på ett tvåårskontrakt med klubben.
Den 1 februari 2025 köptes han av Djurgårdens IF och skrev på ett 4-årskontrakt.

## Statistik
| Klubb                              | Säsong             | Liga                       | Liga    | Liga | Liga   | Nationell cup | Nationell cup | Nationell cup | Internationell cup | Internationell cup | Internationell cup | Totalt  | Totalt | Totalt |
| Klubb                              | Säsong             | Division                   | Matcher | Mål  | Assist | Matcher       | Mål           | Assist        | Matcher            | Mål                | Assist             | Matcher | Mål    | Assist |
| ---------------------------------- | ------------------ | -------------------------- | ------- | ---- | ------ | ------------- | ------------- | ------------- | ------------------ | ------------------ | ------------------ | ------- | ------ | ------ |
| IFK Malmö                          | 2018               | Division 2 Västra Götaland | 18      | 1    | 0      | —             | —             | —             | —                  | —                  | —                  | 18      | 1      | 0      |
| IFK Malmö                          | 2019               | Division 2 Västra Götaland | 20      | 0    | 0      | —             | —             | —             | —                  | —                  | —                  | 20      | 0      | 0      |
| IFK Malmö                          | Totalt             | Totalt                     | 38      | 1    | 0      | —             | —             | —             | —                  | —                  | —                  | 38      | 1      | 0      |
| Jönköpings Södra IF                | 2020               | Superettan                 | 15*     | 0    | 1      | 2             | 0             | 0             | —                  | —                  | —                  | 17      | 0      | 1      |
| Jönköpings Södra IF                | 2021               | Superettan                 | 5       | 0    | 0      | —             | —             | —             | —                  | —                  | —                  | 5       | 0      | 0      |
| Jönköpings Södra IF                | Totalt             | Totalt                     | 20      | 0    | 1      | 2             | 0             | 0             | —                  | —                  | —                  | 22      | 0      | 1      |
| AFC Eskilstuna                     | 2022               | Superettan                 | 28      | 0    | 2      | —             | —             | —             | —                  | —                  | —                  | 28      | 0      | 2      |
| AFC Eskilstuna                     | Totalt             | Totalt                     | 28      | 0    | 2      | —             | —             | —             | —                  | —                  | —                  | 28      | 0      | 2      |
| Minnesota United FC                | 2023               | Major League Soccer        | 1       | 0    | 0      | 0             | 0             | 0             | —                  | —                  | —                  | 1       | 0      | 0      |
| Minnesota United FC                | Totalt             | Totalt                     | 1       | 0    | 0      | 0             | 0             | 0             | —                  | —                  | —                  | 1       | 0      | 0      |
| Minnesota United FC 2              | 2023               | MLS Next Pro               | 13      | 0    | 0      | —             | —             | —             | —                  | —                  | —                  | 13      | 0      | 0      |
| Minnesota United FC 2              | Totalt             | Totalt                     | 13      | 0    | 0      | —             | —             | —             | —                  | —                  | —                  | 13      | 0      | 0      |
| Västerås SK                        | 2024               | Allsvenskan                | 14      | 0    | 0      | 3             | 0             | 0             | —                  | —                  | —                  | 17      | 0      | 0      |
| Västerås SK                        | Totalt             | Totalt                     | 14      | 0    | 0      | 3             | 0             | 0             | —                  | —                  | —                  | 20      | 0      | 0      |
| Djurgårdens IF                     | 2025               | Allsvenskan                | 0       | 0    | 0      | 0             | 0             | 0             | 0                  | 0                  | 0                  | 0       | 0      | 0      |
| Djurgårdens IF                     | Totalt             | Totalt                     | 0       | 0    | 0      | 0             | 0             | 0             | 0                  | 0                  | 0                  | 0       | 0      | 0      |
| Totalt i karriären                 | Totalt i karriären | Totalt i karriären         | 114     | 1    | 3      | 5             | 0             | 0             | 0                  | 0                  | 0                  | 119     | 1      | 3      |
| Senast uppdaterad 1 februari 2025. |                    |                            |         |      |        |               |               |               |                    |                    |                    |         |        |        |

*=Inkluderar en kvalmatch till Allsvenskan